# Veľký Blh
Veľký Blh és un poble i municipi d'Eslovàquia. Es troba a la regió de Banská Bystrica.

## Història
La primera menció escrita de la vila es remunta al 1331.

## Demografia
| Godina             | 1994 | 2004   | 2014   | 2024   |
| ------------------ | ---- | ------ | ------ | ------ |
| Nombre de persones | 1127 | 1147   | 1207   | 1144   |
| Diferència         |      | +1,77% | +5,23% | −5,21% |

| Godina             | 2023 | 2024   |
| ------------------ | ---- | ------ |
| Nombre de persones | 1128 | 1144   |
| Diferència         |      | +1,41% |